# Wilhelm Hansen (Fabrikant)
Wilhelm Emil Leopold Hansen (* 28. August 1832 in Gotha; † 14. Oktober 1906 ebenda) war ein deutscher Maschinenbau-Unternehmer.

## Leben
Wilhelm Hansen wurde als Sohn des Astronomen Peter Andreas Hansen auf der Seeberger Sternwarte geboren, seine ältere Schwester war Marie Hansen-Taylor. Nach dem Besuch des Gothaer Gymnasiums studierte er je vier Semester Mathematik und Physik an der Universität Göttingen und an der Berliner Bauakademie. In Berlin lernte er den 16 Jahre älteren Werner von Siemens kennen, den deutschen Erfinder und Mitinhaber der Firma Siemens und Halske. Nach dem Studium sammelte Hansen in Großbritannien, Italien und Österreich praktische Erfahrungen.
Mit 29 Jahren, 1861, kehrte er nach Gotha zurück und gründete am 1. Juli unter dem Firma Hansen, Bonsack & Co. eine kleine Maschinenbauwerkstatt mit acht Arbeitern. 1863 folgte die Angliederung einer Eisengießerei zum Bau von Kränen, Zahnrädern, Turbinen und Dampfmaschinen. Im selben Jahr wurde er Mitglied des Vereins Deutscher Ingenieure (VDI). 1868 trat der acht Jahre jüngere August Briegleb in das Unternehmen ein, Die Firma lautete fortan Briegleb, Hansen & Co. Der Betrieb befand sich in der Nähe des Hauptbahnhofs und war vor 1914 in der Herstellung und dem Export von Turbinen deutschlandweit führend. In ihrer Blütezeit wurden in der Eisengießerei und Maschinenfabrik mehr als 400 Mitarbeiter und 100 Angestellte beschäftigt. 1871 trat der kaufmännische Leiter Bonsack zurück, sein Nachfolger hieß Henkel. 1874 war das Todesjahr des Vaters Peter Andreas Hansen. 1875 wurde die Fabrikation auf ein Gelände außerhalb der Stadt verlegt, neuer Mitarbeiter wurde Werner Gustav John Knop, ein Turbinenkonstrukteur. Im Jahre 1880 wurde eine Versuchsanstalt für Turbinenbau errichtet, gefolgt von einer zweiten in Sundhausen. 1886 wurde Hansen der Titel eines Geheimen Kommerzienrates verliehen. Am 12. Mai 1894 erhielt die so genannte Knop-Turbine Warenschutz. Noch heute ist eine dieser Turbinen in Gotha in Betrieb: Im Jahr 1895 speziell für den Betrieb der Wasserkunst gebaut, befindet sie sich heute im Keller des Lucas-Cranach-Hauses auf dem Gothaer Hauptmarkt.
Hansen schuf auf dem Gebiet der Hydraulik ein neues Verfahren zur Berechnung des Auftreffens von Dampf bzw. Wasser auf Turbinenschaufeln und erfand den so genannten Hansenschen Ofen, einen mobilen Ofen zum Trocknen der Gussformen in den Eisengießereien.
Mit Erreichen des Rentenalters trat Briegleb im Jahre 1897 zurück. Hansen starb 1906.
Das Unternehmen wurde 1918 verkauft und ging nach der Weltwirtschaftskrise in der Folgezeit in anderen Unternehmen auf. Das Gothaer Werk, Kohlenstraße 4 (heute Südstraße), wurde bereits 1925 stillgelegt, 1932 teilweise abgerissen, und das Gelände der Deutschen Reichsbahn übergeben. Später siedelte sich hier das Reichsbahn-Ausbesserungswerk Gotha an. Ganz in der Nähe befindet sich die zu Ehren des Mitinhabers benannte Brieglebstraße. Die heutige evangelische St.-Michael-Kirche in der Südstraße wurde aus Resten der ehemaligen Fabrik errichtet.

## Soziales Engagement
Hansen gründete mit Briegleb mehrere Sozialeinrichtungen, wie z. B. eine Institution für den Arbeiterwohnungsbau, Krankenunterstützung und Pensionskasse.